# 大阪府立大学
大阪府立大学（おおさかふりつだいがく、英語: Osaka Prefecture University）は、日本の公立大学である。大阪府堺市中区に本部を置く。略称は府大、OPU。2022年（令和4年）4月1日に大阪公立大学が開学（新設）したことに伴い、大阪公立大学開学前の学生（開学時の2年次生以上）が卒業し次第、閉学（廃止）となる予定である。

## 概観

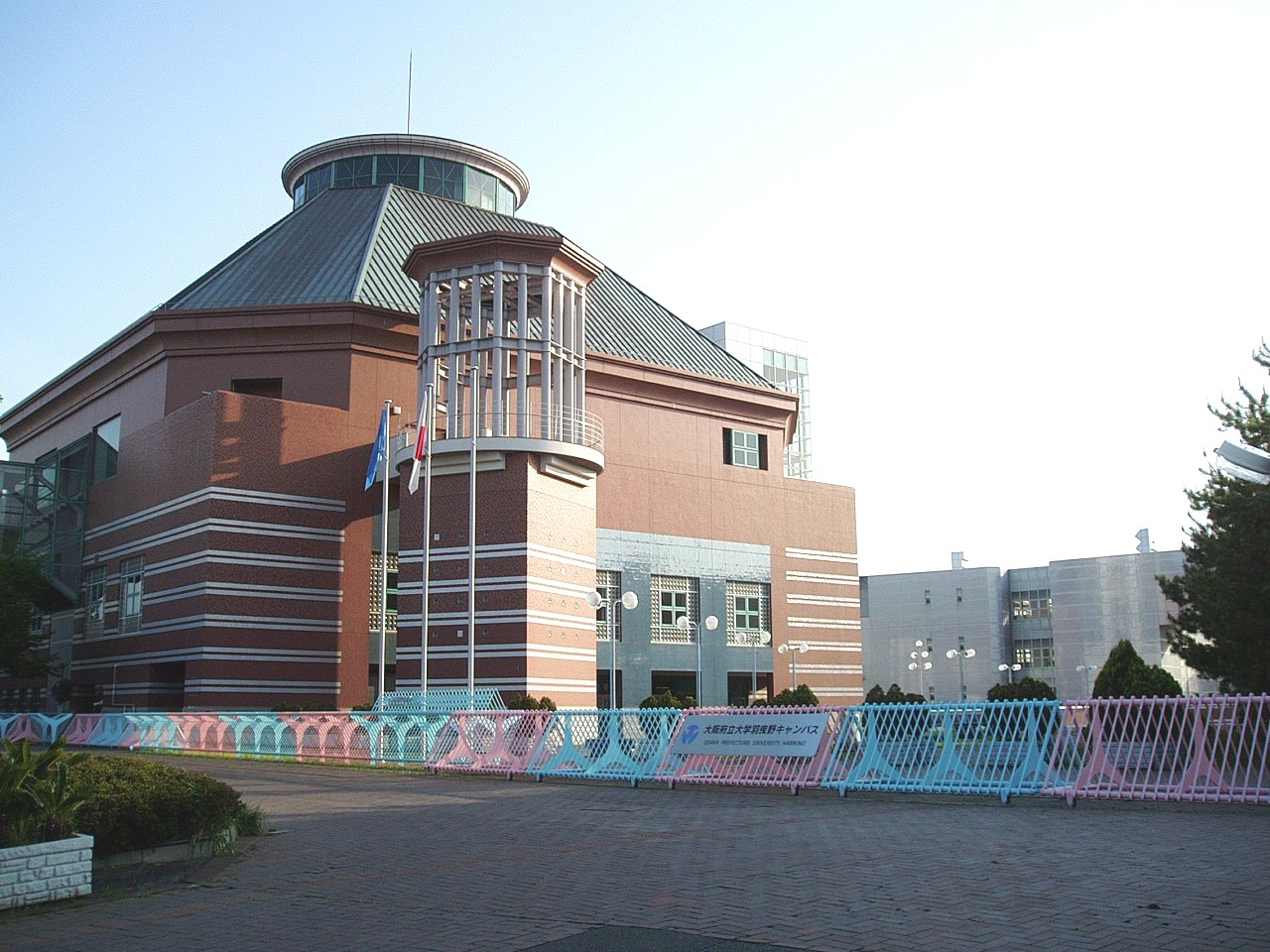
羽曳野キャンパス正門

### 大学全体
大阪府立大学は、2005年に旧大阪府立大学、大阪女子大学、大阪府立看護大学の3大学を統合し誕生した。現在、4学域13学類、7研究科を設置している。また近畿の大学で唯一の獣医学領域を設置している。学術情報センター図書館は大阪府民も利用することができる。

### 理念
日本のみならず世界の研究型大学の変革の起点となり、地域に信頼される知の拠点となるべき基本理念を表す言葉として、「高度研究型大学　―世界に翔く地域の信頼拠点―」を掲げている。そのために「多様」「融合」「国際」という3つの視点を重んじている。

## 沿革

### 略歴
大阪府立大学は、2005年に大阪府立の3大学を統合し誕生した。その中の旧大阪府立大学は、1949年の学制改革に伴い誕生した新制浪速大学が1955年に改称したものである。大学の起源となる獣医学講習所が1883年に設置された事から、大阪府立大学は2013年を創基130年と位置づけている。

### 年表

#### 統合以前

##### 旧大阪府立大学
- 1883年 獣医学講習所を大阪府立大阪医学校（後の大阪大学）内に設置
- 1888年 大阪府立農学校（後の大阪獣医畜産専門学校）が堺市車之町で開校
- 1890年 大阪府立農学校が大阪市生野区勝山に移転する（勝山農学校と呼ばれた）
- 1925年 大阪府立農学校が堺市大仙町に再移転、広大な農地を確保する（現在の大仙公園）
- 1935年 大阪青年師範学校（※ 当時は「大阪府立青年学校教員養成所」）が大阪市天王寺区夕陽丘で[要出典]開校
- 1939年 官立大阪工業専門学校が堺市百舌鳥東之町（現在の中区中百舌鳥町）で開校
- 1943年 府立堺高等工業学校が開校
- 1944年 大阪農業専門学校が池田市神田町で開校。大阪府立青年学校教員養成所が師範学校令改正により大阪青年師範学校に改組（2月）、堺市百舌鳥西之町（現在の北区百舌鳥西之町）で開校[3]
- 1946年 府立堺高等工業学校が府立化学工業専門学校と改称
- 1949年 官立大阪工業専門学校・府立化学工業専門学校・大阪獣医畜産専門学校・大阪農業専門学校・大阪青年師範学校が母体となり、工学部・農学部・教育学部を擁する浪速大学が発足
- 1950年 短期大学部を設置
- 1953年 農業短期大学部を設置、それにともない｢短期大学部｣を工業短期大学部に変更
- 1954年 経済学部を設置
- 1955年 大阪府立大学に改称
- 1966年 農学部が堺市大仙町（後に大阪女子大学および大阪府立白菊高等学校となった場所）から現在の中百舌鳥キャンパス（堺市百舌鳥梅町［当時］）に移転
- 1967年 教育学部を廃止し、教養部を設置
- 1977年 教養部を廃止し、総合科学部を設置
- 1981年 大阪社会事業短期大学と合併し、社会福祉学部を設置

##### 大阪女子大学
- 1924年 大阪府東成郡天王寺村に大阪府女子専門学校が開校
- 1925年 大阪市住吉区に移転
- 1949年 大阪府女子専門学校を母体に大阪女子大学が発足、学芸学部を設置
- 1976年 堺市大仙町に移転
- 1999年 学芸学部を改組、人文社会学部・理学部を設置

##### 大阪府立看護大学
- 1978年 大阪市住吉区帝塚山（大阪女子大学跡）に大阪府立看護短期大学が開学
- 1994年 大阪府立看護短期大学を母体として羽曳野市はびきのに大阪府立看護大学が開学し看護学部を設置、大阪府立看護短期大学は大阪府立看護大学医療技術短期大学部に改称
- 2003年 総合リハビリテーション学部を設置

#### 大阪府立大学
- 2005年 上記の3大学を統合し発足。農学部が生命環境科学部に改称される
- 2006年 4月に大学設置者が公立大学法人大阪府立大学に移管される
- 2007年 4月に大阪市立大学と学術包括交流協定を締結
- 2008年 11月に大阪市立大学と共に関西大学と包括連携協定を締結
- 2009年 6月に理学部(現・生命環境科学域　理学類)が近畿大学薬学部との間で「学生交流協定」を締結
- 2010年 1月に京都産業大学と「教育研究連携協定」を締結
- 2012年 学部・学科を廃止し、4学域13学類による学域制に移行
- 2019年 4月に公立大学法人大阪府立大学が公立大学法人大阪市立大学と統合し、公立大学法人大阪が発足
- 2020年 6月に大阪市立大学と統合により、2022年 4月に開学する新大学の名称が「大阪公立大学」に決定
- 2021年 9月1日 正式に「大阪公立大学」が設置認可される
- 2022年 4月に大阪市立大学と統合（※ 合併ではない）、上記の新法人が運営する大阪公立大学が開学（新設）した（これに伴い大阪府立大学は2021年度入学生を以て募集停止となったが、在校生が卒業・修了するまでは大阪府立大学は存続[1]）

## 基礎データ

### 所在地
- 中百舌鳥キャンパス（大阪府堺市中区学園町1番1号）
- 羽曳野キャンパス（大阪府羽曳野市はびきの3丁目7番30号）
- りんくうキャンパス（大阪府泉佐野市りんくう往来北1番58号）

### 象徴
- 校章は、大阪府の木であるイチョウの葉を3枚組み合わせたもの。旧府立3大学の統合によって誕生した現府大の発展をイメージしている。2005年4月1日制定。
- スクールカラーは、ウルトラマリンブルー。
- 白鷺門通りにある石の彫刻「process（プロセス）」は大学のシンボルとなっている。

## 大阪市立大学との統合構想
大阪府知事や大阪市長らをメンバーとする大阪府市統合本部において、大阪市立大学との統合が議論されており、2013年1月、外部有識者からなる「大阪府市新大学構想会議」が「新大学構想〈提言〉」を出した。提言によると、両大学を取り巻く現状について、国際的な大学間競争が激化する中で、両大学とも規模も小さく、このままでは埋没しかねないと指摘している。そして、市立大の工学部と府立大の工学域など、両大学で重複する分野を見直し、今後集中すべき分野や補強が必要な分野に人的資源を再配分することも必要だとしている。新大学は、文学部、法学部、商学部、経済学部、理学部、地球未来理工学部、獣医学部、看護学部、医学部、工学域、生命環境科学域、現代システム科学域、人間科学域、都市経営研究科で構成される構想である。学生数を単純合計すると、全国の公立大学で最大規模となる。
当初は2016年度の統合を目指していたが、2014年4月25日、延期が発表された。
その後、2015年2月に両大学間で『「新・公立大学」大阪モデル（基本構想）』が取りまとめられた。2017年4月1日に両大学の法人統合に向けた「新法人設立準備室」を設置。両大学の運営法人を2019年4月に統一する関連議案が大阪府議会で2017年11月8日に可決、大阪市議会でも2018年2月23日に可決された。2019年4月1日、両法人の統合により新しく公立大学法人大阪が発足した。2020年6月26日、新大学の名称が「大阪公立大学」に決定した。

## 組織

### 学域・学類

#### 新学域（2012年度～2021年度入学生）4学域13学類
入学試験では、受験者は各学域学類を出願時に選択する。学類に課程が設置されている場合、学生は各課程を2年次以降に選択する。ただし、地域保健学域総合リハビリテーション学類の各専攻は出願時に選択。なお、2022年度の大阪公立大学開学に伴い、学域学類は現代システム科学域を除き、廃止となる。
また、現代システム科学域の後期日程では、学域単位での入試を実施している。
- 現代システム科学域
  - 知識情報システム学類[8]
  - 環境システム学類 　　
    - 環境共生科学課程
    - 社会共生科学課程
    - 人間環境科学課程　

  - マネジメント学類
    - マネジメント課程
    - 経済データサイエンス課程
- 工学域
  - 電気電子系学類
    - 情報工学課程[9]
    - 電気電子システム工学課程[10]
    - 数理システム課程
    - 電子物理工学課程[11]

  - 物質化学系学類
    - 応用化学課程[12]
    - 化学工学課程[13]
    - マテリアル工学課程[14]

  - 機械系学類
    - 航空宇宙工学課程[15]
    - 海洋システム工学課程
    - 機械工学課程[16]
- 生命環境科学域
  - 獣医学類[17]
  - 応用生命科学類
    - 生命機能化学課程[18]
    - 植物バイオサイエンス課程[19]

  - 緑地環境科学類
  - 理学類
    - 数理科学課程
    - 物理科学課程
    - 分子科学課程[20]
    - 生物科学課程[21]
- 地域保健学域
  - 看護学類[22]
  - 総合リハビリテーション学類 
    - 理学療法学専攻
    - 作業療法学専攻
    - 栄養療法学専攻

  - 教育福祉学類

#### 旧学部（2011年度以前）7学部28学科
- 工学部
  - 機械工学科
  - 航空宇宙工学科
  - 海洋システム工学科
  - 数理工学科
  - 電子物理工学科
  - 電気情報システム工学科
  - 知能情報工学科
  - 応用化学科
  - 化学工学科
  - マテリアル工学科
- 生命環境科学部
  - 生命機能化学科
  - 生物情報科学科
  - 植物バイオサイエンス学科
  - 緑地環境科学科
  - 獣医学科（6年制）
- 理学部
  - 情報数理科学科
  - 物理科学科
  - 分子科学科
  - 生物科学科
- 経済学部
  - 経済学科
  - 経営学科
- 人間社会学部
  - 言語文化学科
  - 人間科学科
  - 社会福祉学科
- 看護学部
  - 看護学科
- 総合リハビリテーション学部
  - 理学療法学科
  - 作業療法学科
  - 栄養療法学科

### 研究科
以下、特記していない専攻は博士前期課程・博士後期課程である。
- 工学研究科[23]
  - 機械系専攻
分野：機械工学分野
  - 航空宇宙海洋系専攻
分野：航空宇宙工学分野、海洋システム工学分野
  - 電子・数物系専攻
分野：数理工学分野、電子物理工学分野
  - 電気・情報系専攻
分野：電気情報システム工学分野、知能情報工学分野
  - 物質・化学系専攻
分野：応用化学分野、化学工学分野、マテリアル工学分野
  - 量子放射線系専攻（2013年4月新設）
分野：量子放射線工学分野
- 生命環境科学研究科
  - 応用生命科学専攻
    - 応用生命科学分野[24]　

  - 緑地環境科学専攻
    - 緑地環境科学分野[25]

  - 獣医学専攻（4年制博士課程）
    - 動物構造機能学分野[26]
    - 獣医環境科学分野[27]
    - 獣医臨床科学分野[28]
- 理学系研究科
  - 情報数理科学専攻[29]
  - 物理科学専攻[30]
  - 分子科学専攻[31]
  - 生物科学専攻[32]
- 経済学研究科
  - 博士前期課程[33]
    - 経済学専攻
      - 理論・計量経済学分野
コース：ミクロ経済学、マクロ経済学、計量経済学、行動経済学、経済学史
      - 応用経済学分野
コース：経済史、経済政策、社会政策、国際経済学、産業経済論、財政学、金融論
      - 学習プログラム[34]
「公共政策」

    - 経営学専攻
      - 経営学分野
経営戦略論、経営組織論、労務管理論、マーケティング論、経営科学、経営情報論、財務会計論、管理会計論
      - 法学分野
コース：公法、租税法、民法、商法
      - 学習プログラム（MBA課程)[34]
「戦略経営・法務」

    - 観光・地域創造専攻[35]
      - 学習プログラム
「地域文化プロデュース」

  - 博士後期課程[36]
    - 経済学専攻
      - 理論・計量経済学分野
コース：ミクロ経済学、マクロ経済学、計量経済学、行動経済学、経済学史
      - 応用経済学分野
コース：経済史、経済政策、社会政策、国際経済学、産業経済論、財政学、金融論
      - 経営学分野
コース：経営戦略論、経営組織論、労務管理論、マーケティング論、経営科学、経営情報論、財務会計論、管理会計論
      - 法学分野
コース：公法、租税法、民法、商法
- 人間社会学研究科
  - 言語文化学専攻
  - 人間科学専攻
    - 人間科学分野
科目群[37]：現代人間社会科目群、サステイナビリティ科目群、社会環境科目群、文化形成論科目群、心理学科目群
    - 臨床心理学分野（臨床心理士第1種指定大学院）

  - 社会福祉学専攻
- 看護学研究科[38]
  - 看護学専攻
    - 博士前期課程
      - 人・環境支援看護学領域
分野：看護技術学、看護情報学、看護管理学、看護教育学
      - 家族支援看護学領域
分野：母性看護学、小児看護学、家族看護学
      - 生活支援看護学領域
分野：地域看護学、精神看護学、老年看護学、在宅看護学
      - 療養支援看護学領域
分野：急性看護学、慢性看護学、がん看護学、感染看護学

    - 博士後期課程
      - 生活支援看護学領域
分野：看護技術・情報学、看護管理・教育学、母子健康看護学、家族健康看護学、地域・精神看護学、在宅・老年看護学
      - 療養支援看護学領域
分野：急性療養看護学、慢性療養看護学、がん療養看護学、感染療養看護学
- 総合リハビリテーション学研究科[39]
  - 臨床支援系領域
  - 生活機能・社会参加支援系領域
  - 栄養支援系領域

### 学術研究院[40]
- 第1学群
  - 人文科学系
  - 社会科学系
- 第2学群
  - 機械系
  - 航空宇宙海洋系
  - 電子数物系
  - 電気情報系
  - 物質化学系
  - 応用生命系
  - 緑地環境系
  - 獣医系
  - 物理系
  - 数学系
  - 分子系
  - 生物系
- 第3学群
  - 看護系
  - 総合リハビリテーション系
- 第4学群
  - 高等教育推進部門
  - 地域連携部門
  - 国際交流部門
  - 戦略的研究部門

### 学域・研究科附属機関
工学域
- 生産技術センター

生命環境科学域
- 附属教育研究フィールド
- 附属獣医臨床センター

人間社会学研究科
- 心理臨床センター[41]
- 上方文化研究センター[41]

看護学研究科
- 療養学習支援センター[42]（羽曳野キャンパス）

### 21世紀科学研究機構
21世紀科学研究機構は、学部（現学域）・研究科の枠を超えた学際あるいは分野横断型研究を進める「21世紀科学研究所」で構成する研究組織で、大阪府立大学の研究活動の一層の活性化を図ることを目的として平成21年4月に設立された。
- 第1群[43]：教員が自発的に計画する研究所
  - 構造ダイナミクス研究所
  - ライブセルイメージング研究所
  - ミリ波テラヘルツ波研究所
  - 量子ビーム誘起反応科学研究所
  - 看護経営システム研究所
  - 看護システム先端技術研究所
  - ナノファブリケーション研究所
  - 食品安全科学研究センター
  - 文書解析・知識科学研究所
  - 信頼性計測科学研究所
  - 分子エレクトロニックデバイス研究所
  - ケミカルバイオロジー研究所
  - マイクロリアクターシステム研究所
  - 西洋古典学研究所
  - ソーシャルワーク開発研究所
  - 説話文学美術研究所
  - 現代生命哲学研究所
  - 地域イノベーション研究センター
  - サービスサイエンス研究センター
  - 統計数理・リスクアセスメント研究センター
  - コミュニティデザイン研究所
  - 高齢期健康総合研究センター
- 第2群[43]：戦略的な調査・研究課題を実施するために学長が指定する研究所 
  - 資源循環工学研究所
  - 大学史編纂研究所
  - エコ・サイエンス研究所
  - 看護教育教材開発研究センター
  - 産学共同高度人材育成センター
  - ナノ科学・材料研究センター
  - 機能性有機材料開発研究センター
  - 宇宙科学技術研究センター
  - 公衆栄養実践研究センター
  - BNCT研究センター
  - ナノ・メソ材料科学国際共同研究所
  - 情報システム研究センター
  - 異分野連携推進研究所
  - 次世代電動車両開発研究センター
  - ものづくりイノベーション研究所
  - COC研究所
  - 日本語教育研究所
  - ナノアライアンスセンター
  - バイオメディカルファシリティーセンター
- 第3群[43]：戦略的な調査・研究課題を実施するために学長が開設する機構直轄の研究所 
  - 観光産業戦略研究所
  - エコロジー研究所
  - 植物工場研究センター

### 地域連携研究機構
地域連携研究機構は、大阪府立大学の教育・研究を地域社会につなぎ、シンクタンク機能や生涯教育機能、産学官連携など同大学の地域貢献活動を総合的に推進することを目的として平成23年4月に設立された研究組織である。
- 地域連携のための組織
  - 地域活性化研究センター
  - 地域福祉研究センター
  - 女性学研究センター
  - 地域文化学研究センター
  - 放射線研究センター
  - 生涯教育研究センター
- 産学官連携のための組織
  - 産学官研究連携戦略室(産学官研究連携推進センター)
  - リサーチ・アドミニストレーションセンター

### 高等教育推進機構
高等教育推進機構は、平成17年に創設された総合教育研究機構の役割を受け継ぎ、大阪府立大学の基礎・教養教育の運営とファカルティ・ディベロップメント（FD）の取組の中核を担うことを目的として設立された組織である。「共通教育推進センター」、「外国語教育センター」、「高等教育開発センター」の3つのセンターが設置されている。
- 共通教育推進センター
  - 共通教育推進センターでは、幅広い視野や適切な判断力、国際化・情報化社会に対応する能力を養う教養教育と、基礎知識に支えられた応用能力を養う基礎教育についての企画及び編成を行い、全学的な共通教育の実施を推進している。
- 外国語教育センター
  - 「外国語教育センター」では、外国語によるコミュニケーション能力の強化を目指し、共通教育における外国語科目を統括し、全学における外国語教育を推進している。
- 高等教育開発センター 
  - 高等教育開発センターでは、「データに基づく教育改善のための教学IR（Institutional Research）」、「ICTを活用した教育・学習支援」を扱う部門を設置している。

### 国際交流推進機構
国際交流推進機構は、大阪府立大学の国際交流戦略の起案、部局における国際共同研究推進の支援、学生の外国語コミュニケーション能力の強化、留学生と日本人学生双方への国際化教育など留学生交流の強化のための研究教育を行い、国際交流を推進することを目的とする組織である。平成23年4月に設立された。
また、国際交流推進機構には、「全学的な国際交流事業ならびに学域・研究科等部局が実施する国際交流事業の支援」、「学生の国際的流動性を高めるための国際化教育や留学生に対する日本語教育の強化」、その他大阪府立大学の国際化に必要な事業等を進める、｢国際交流センター」が設置されている。

### 学術情報センター
- 図書館（現・大阪公立大学中百舌鳥図書館）

- 専門図書室
  - 羽曳野図書センター（現・大阪公立大学羽曳野図書センター）
  - 理系ジャーナルセンター
  - 経済・経営・法律系図書室
  - ヒューマンサイエンス系図書室
  - りんくう図書室（現・大阪公立大学りんくう図書室）

## 教育および研究
- 応用生命科学類の生命機能化学課程では食品化学、食品製造学、さらに食品衛生学や公衆衛生学など、食品や食環境にかかわる幅広い科目を履修し、食品分野の専門職業人を目指す食品安全科学プログラムというカリキュラムコースが設けられている。これは3年次に選択可能である。このコースを修了すると食品衛生管理者・食品衛生監視員としての資格が取得できる。
- 独立行政法人科学技術振興機構（JST）が行っている研究成果最適展開支援事業 （A-STEP）「FSステージ 探索タイプ」採択件数で日本一（45件）となった。
- 2009年に東大阪の民間企業によって、初めて打ち上げられた人工衛星「まいど1号」の開発と運用に携わった。

### 小型宇宙機システム研究センター
小型宇宙機システム研究センター、通称SSSRC(Small Spacecraft System Reseach Center)は、小型人工衛星SOHLA-1(「まいど1号」)プロジェクトに大阪府立大学の学生・院生たちが参加し、設計・開発を行ったことをきっかけに大阪府立大学と包括協力協定を締結した宇宙航空研究開発機構(JAXA)の支援の下、平成17年4月に工学研究科に設置された研究センターである。学生が主体となって活動していることが特徴で、学部1回生から大学院生まで研究センターに所属できる(学部1回生の間は前期に新入生教育としてプログラミングと回路の勉強会、夏休みは課題、後期には種子島で行われるロケットコンテストに向けてCanSatと呼ばれる空き缶サイズの模擬衛星を製作するなど、ものづくりの経験をした後、2回生から本格的にプロジェクトに参加することになる)。
また、平成23年12月には、研究センターが開発を進めている超小型衛星OPUSAT(オプサット)が宇宙航空研究開発機構のH-ⅡAロケット相乗り公募小型副衛星に香川大学のSTARS-Ⅱ、筑波大学のITF-1などと共に選ばれた。21世紀科学研究機構に属する宇宙科学技術研究センターをはじめとする研究機関や専門家・研究者の協力のもと、人工衛星の設計・開発・試験・運用すべてを小型宇宙機システム研究センターに所属する学生が行った。OPUSATは平成26年2月28日にH-IIAロケット23号機によって打ち上げられた。5ヶ月間の運用が行われた後、平成26年7月24日に大気圏へ突入し消滅した。
その後、OPUSATの設計を基にした人工衛星キットOPUSAT-KITの開発が企業とともに平成26年より開始された。平成28年12月には受注受付が開始されている。
さらに小型衛星だけでなく、航空宇宙工学分野宇宙環境利用工学研究室と共同で、液体窒素と熱湯を推進剤として使用する非燃焼型小型ロケットであるCEESロケットの設計・開発・試験も行っている。現在CEES-4Bまで開発が進められており、到達高度は250mを超える。次号機は能代宇宙イベントやコスモパーク加太において打ち上げ予定である。

### 産学官連携プロジェクト
大阪府立大学では、平成17年4月の大学法人化とともに、「産学官連携機構」(現・地域連携研究機構)が設置され、産学官が連携した共同研究、外部資金獲得や知財確保に関する取り組みが、それまで以上にさかんに行われてきた。平成16～22年度の間には、産業界や官庁との共同研究が年間平均約270件、受託研究が年間平均約150件行われた。平成24年現在行われている、または過去に行われた産業界や官庁との共同研究の例として、次のようなものが挙げられる。

#### 植物工場研究センター
植物工場研究センターは、閉鎖環境で太陽光を用いずに栽培する「完全人工光型」の植物工場に特化した先進的な研究開発の拠点をめざして設置された、上記の21世紀科学研究機構に属する研究所である。経済産業省による「先進的植物工場施設整備事業」、農林水産省による「モデルハウス型植物工場実証・展示・研修事業」の両方の採択を受け、平成23年4月に国内最大規模の完全人工光型植物工場研究施設が中百舌鳥キャンパス内に整備された。100社近い企業が参加するコンソーシアムを形成し、産学官連携のもとで、開発・実証・展示・研修などの事業に取り組んでいる。
また、サンドイッチ店の日本サブウェイ株式会社が、「学産学消」をテーマにした「野菜ラボ大阪府立大学店」を中百舌鳥キャンパス内にオープンし、植物工場研究施設で栽培された野菜を使用したサンドイッチを販売していた。しかし、2023年8月の時点で当該店舗はすでに閉店している。

#### 次世代電動車両開発研究センター
前身のEV開発研究センターは、EV(電気自動車)及び関連分野の市場ポテンシャルを背景に大阪産業の活性化を図るため、ものづくり中小企業等との共同研究を展開する中核的拠点として設置。2013年4月に、次世代電動車両開発研究センターに改組した。上記の21世紀科学研究機構に属する研究所である。また、「大阪府立大学大阪産ＥＶ開発コンソーシアム」を形成し、「EV要素技術の開発研究 」、「大阪産EVの開発研究」、「充電インフラの最適配置等の研究」、「EVに関する経済的アプローチ」の研究に、ものづくり中小企業等とともに取り組み、大阪府が推進する「大阪EVアクションプログラム」にも参加して大阪府内のものづくり企業による大阪産EV開発を目指してきたが、2013年4月に「次世代電動車両開発開発コンソーシアム」に改組。2013年9月現在、76団体、31人の個人が参加している。また、2011年10月には、株式会社TGMYがEV開発研究センターと連携して開発した電気自動車、「550 REVolution〔TGMY EV Himiko〕」が、587.3kmの一充電走行距離(満充電の状態で走行し途中無充電で走破した走行距離)を達成した。

#### ウォーターオーブン ヘルシオ
平成16年、大阪府立大学は、シャープとウォーターオーブン・ヘルシオを共同開発した。それまで業務用としてしか使用されていなかった加熱水蒸気オーブン(ウォーターオーブン)の家庭向けとして開発され、第3回産学官連携功労者表彰において、日本経済団体連合会会長賞を受賞した。その後、大阪府立大学とシャープは平成21年に｢包括的連携に関する協定」を締結した。

#### 古代米酒 なにわの育(はぐくみ)
古代米酒・なにわの育は、大阪府立大学生命環境科学研究科と天野酒醸造元/西条合資会社が共同開発した清酒である。「なにわの育」という名前は、人類が古代から「育んできた」貴重な遺伝資源を、歴史ある地「なにわ」の大阪府立大学で「育んできた」技術によって、地域社会に貢献するという思いから命名された。生命環境科学研究科が発足させた｢府大発ブランド品開発研究会」の府大発ブランド品開発商品第1号。古代米として注目されている赤米や黒紫米といった有色米のひとつであり、生命環境科学部(現生命環境科学域)が収集・保存してきたイネのひとつでもある「アサムラサキ」を原料にしてつくられている。平成22年4月に天野酒醸造元/西条合資会社より一般発売が開始された。天野酒オンラインストアでも販売されている。
アサムラサキにはアントシアニン含量が多いため、アサムラサキからつくられたなにわの育みはピンク色をしている。またアントシアニンには抗酸化作用・抗がん作用等の生理活性作用があり、現在、機能性についても検討を加えるとともに、さらに多様な品種・系統を利用しての新しい酒類の開発を研究中である。

### 21世紀COEプログラム
21世紀COEプログラムの採択数は1件だった。
| 採択年度                | 分野               | プログラム名                             |
| ----------------------- | ------------------ | ---------------------------------------- |
| 平成14年度 （2002年度） | 学際・複合・新領域 | 水を反応場に用いる有機資源循環科学・工学 |

## 学生生活

### 部活動・クラブ活動・サークル活動
- 「Wind Mill Club」は『鳥人間コンテスト選手権大会』の全国大会で、過去6度もの優勝経験を持つ日本有数の鳥人間名門クラブ。大会で「堺・風車の会」と呼ばれるのは、発足当時に周辺地域の堺と協力して制作を行ったからである。
- 「環境部エコロ助」は部員数が本学で一番多い文化部であり、2008年現在で約150名である。環境学生団体としては全国的に有名であり、「恋と環境に優しく」をモットーにした活動を行うなど、環境団体としては異質な面もある。環境大臣や堺市長からの表彰を受けている。また、学内外問わず様々な活動を行っていることが評価され、2007年に大学側から表彰された。
- 「日本拳法部」は2009年の第41回全国国公立大学日本拳法選手権大会において団体3位に輝いた。
- プロレス研究会「WMA」は、日本で唯一プロレス系で「文化部」として活動している学生クラブだと言われている[要出典]。
- 「自動車部」は関西の大学対抗戦で上位の成績を収めている[要出典]。
- 2011年から活動しているランニングサークル「Metra」は体育会に所属しておらず、サークル扱いのはずだが顧問が在籍し、また部室があるため事実上部活扱いとなっている[要出典]。この部室は元々羽曳野キャンパスにあったが、2025年1月現在、なかもずキャンパスに移動している。また活動も2021年まではなかもずキャンパスと羽曳野キャンパスの両方で活動を行っていたが2022年12月の時点では活動はなかもずキャンパスのみになっている。
- 「漕艇部」は、1963年創部, 関西屈指、全日本でも上位の実力を持つ強豪校である。2009年朝日レガッタでシェルフォア3位、関西選手権競漕大会でシェルフォア7位。加古川レガッタ（関西学生漕艇秋季リーグ戦）でシングルススカル5位、シェルフォア6位。2010年大阪シティレガッタでシェルフォア準優勝、そして、2011年同レガッタでシェルフォア優勝と優れた戦績を残している。また、2015年度は朝日レガッタでシェルフォア５位。関西選手権で男子エイト準優勝、男子舵なしペア　3位、5位、女子クオドルブル　６位。全日本大学選手権（インカレ）でシェルフォア８位、男子ダブルスカル７位と輝かしい成績を残している。2017年度は、朝日レガッタ女子クォドルプル4位、関西選手権女子クォドルプル5位・男子エイト2位。全日本大学選手権(インカレ)で男子舵手付きフォア8位(3年連続)、全日本選手権で男子シングルスカル6位の成績である。
- 「大阪府立大学環境報告書作成学生委員会」は、2010年12月に発足し、大学の環境活動をまとめた『環境報告書』を作成することを目的として活動を始めた。そして2012年11月、その第一号が発行された。

### 学園祭
- 学園祭は、春の友好祭、夏の笹の葉祭、秋の大学祭（白鷺祭と杏樹祭）と他の大学に比べて多く計4回行われる。
- 友好祭は概ね5月末から6月始めの週末のに行なわれる学園祭で、元々は府立系大学の学費値上げに対抗する為に大学間で団結するために行なわれたが、現在は時期的に新入生歓迎や出会いの場的な意味合いを持っている。かつては3日間開催であったが現在は2日間開催となっている。2024年に63回目が行われた。
- 七夕祭は主に中百舌鳥周辺の地域住民との交流等を目的に行なわれている。他の学園祭とは異なり、平日の授業終了後に数時間だけ行なわれる縁日的祭りである。慣例的に学生自治会が呼びかけ、有志の委員会が結成されて実行される。
- 白鷺祭は大阪府立大学の学園祭の中で最も歴史のある祭りで2024年には76回目をむかえた。11月の第一週の週末に中百舌鳥キャンパスで行なわれる。かつては3日間開催であったが友好祭同様現在は2日間開催となっている。もともとは単なる「大学祭」という名称だったが、いつの頃からか最寄り駅が南海高野線白鷺駅であることにちなんで「白鷺」の名を冠するようになった。毎年30,000人近くの人々が訪れる。
- 杏樹祭は10月の最終週の週末の2日間に羽曳野キャンパスで行われる学園祭である。

### スポーツ
- 大学公認のスポーツ行事として、市大戦、六公立大戦、首都大学戦（旧都立大学戦）が行われる。 六公立大戦はかつて、その名の通り6大学対抗の団体戦だったが、大学統廃合の結果、現在では大阪方：大阪府大（旧大阪府大・大阪女子大）、京都方：京都府大、兵庫方：兵庫県大（神戸商大・姫路工大・姫路短大）の3チームに分かれて戦う。

### 学生団体
- 中百舌鳥キャンパスでは、新入生が入学後に必ず学生団体に配属される。この配属について大学側は、「直接関与しておらず、学生の自主的活動」としており、配属後はたとえ当日であっても脱退は自由である（しかし、新入生側がそのことを知らない場合や、学生団体側が間違った解釈を新入生に与える場合もある）。配属先は主に「中百舌鳥・りんくうキャンパス学生自治会」「友好祭実行委員会」「白鷺祭実行委員会」「生協学生委員会」「白鷺音響企画共同体S.T.A.F.-1」の5つの内のどれかである。
- 「中百舌鳥・りんくうキャンパス学生自治会」は中百舌鳥キャンパスとりんくうキャンパスの学生を活動対象とした学生自治会である。主な活動としては、学園祭や文化系クラブ全般への資金面での支援の他、新入生歓迎企画、研究室やゼミの紹介、学生の要望を大学に伝える活動等を行っている。また、学生団体のまとめ役も担っている。学生自治会の運営方針を決める会議は「自治委員会総会」と呼ばれ、一般の学生が参加する。学生自治会から提議された決議案が承認されることで学生自治会は活動できる。
- 大阪府立大学に存在する全ての学生団体間の連絡、調整、意見交換を行う機関として「学生団体連絡会議」が行われている。参加団体は「中百舌鳥・りんくうキャンパス学生自治会」「体育会」「羽曳野キャンパス学生自治会」「社会福祉学科学生自治会」「友好祭実行委員会」「白鷺祭実行委員会」「生協学生委員会」「白鷺音響企画共同体S.T.A.F.-1」「外国人留学生総会」「文化部連合」である。

## 施設
2011年4月現在、中百舌鳥キャンパス（堺市中区学園町）、羽曳野キャンパス（羽曳野市はびきの）、りんくうキャンパス（泉佐野市りんくう往来北）の3つである。りんくうキャンパスは2009年4月に開設された。また、社会人大学院生を対象にした施設もあり、経済学研究科の「なんばサテライト教室」、看護学研究科の「森之宮サテライト教室」の2つが開設されている。他に社会人教育の拠点として公開講座や大学院教育を主に行う「中之島サテライト」が大阪府立中之島図書館にあった。
旧大阪女子大学の大仙キャンパス（堺市大仙町）は2007年3月限りで閉鎖された。西側は売却されて住宅街となり、残りは堺市が購入し「旧大阪女子大学跡地活用事業」の対象となっている。2021年度の時点まで施設建設が具現化しておらず跡地の維持管理を行っている。

### キャンパス

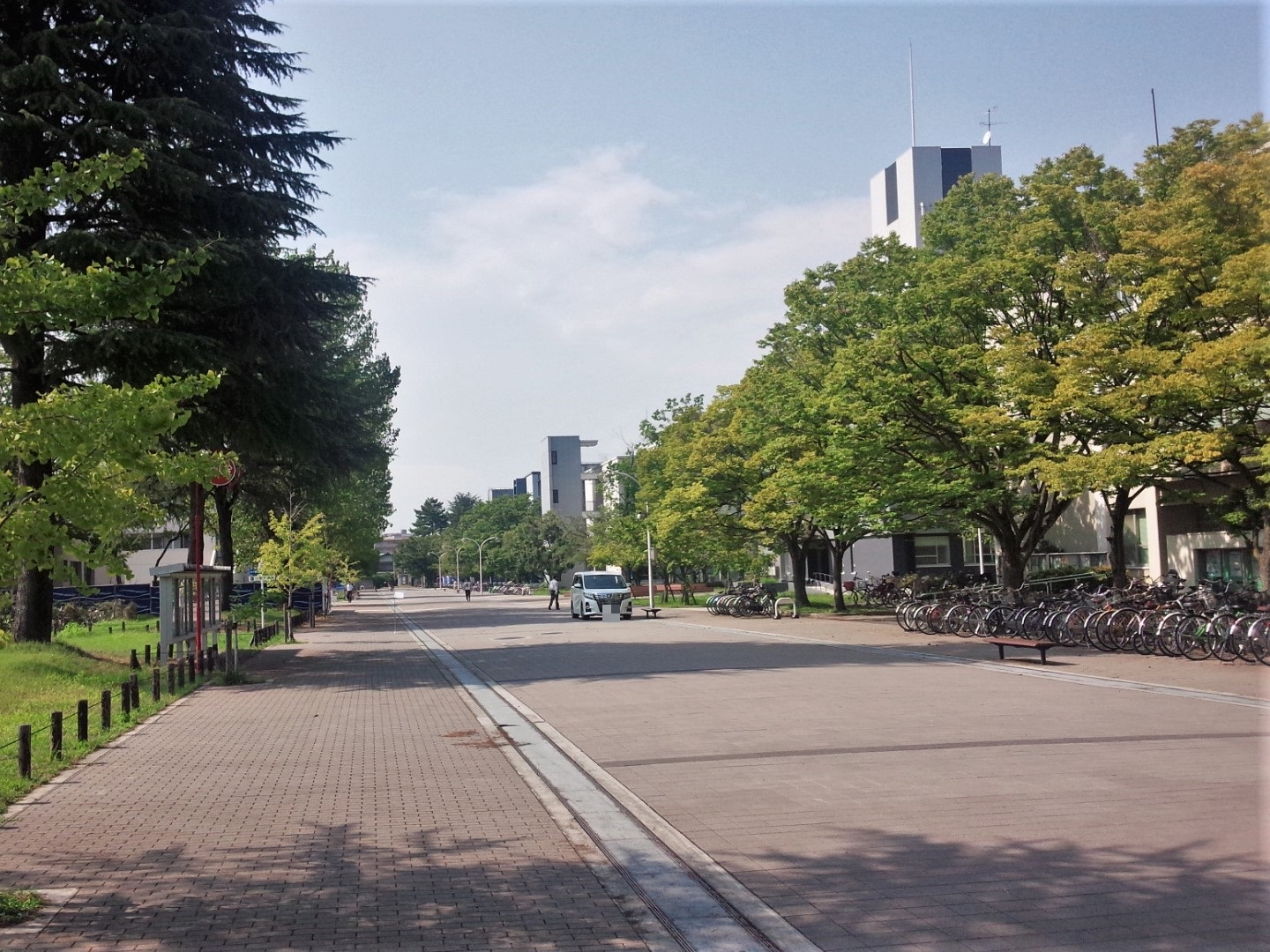
いちょう筋から北西方面を望む

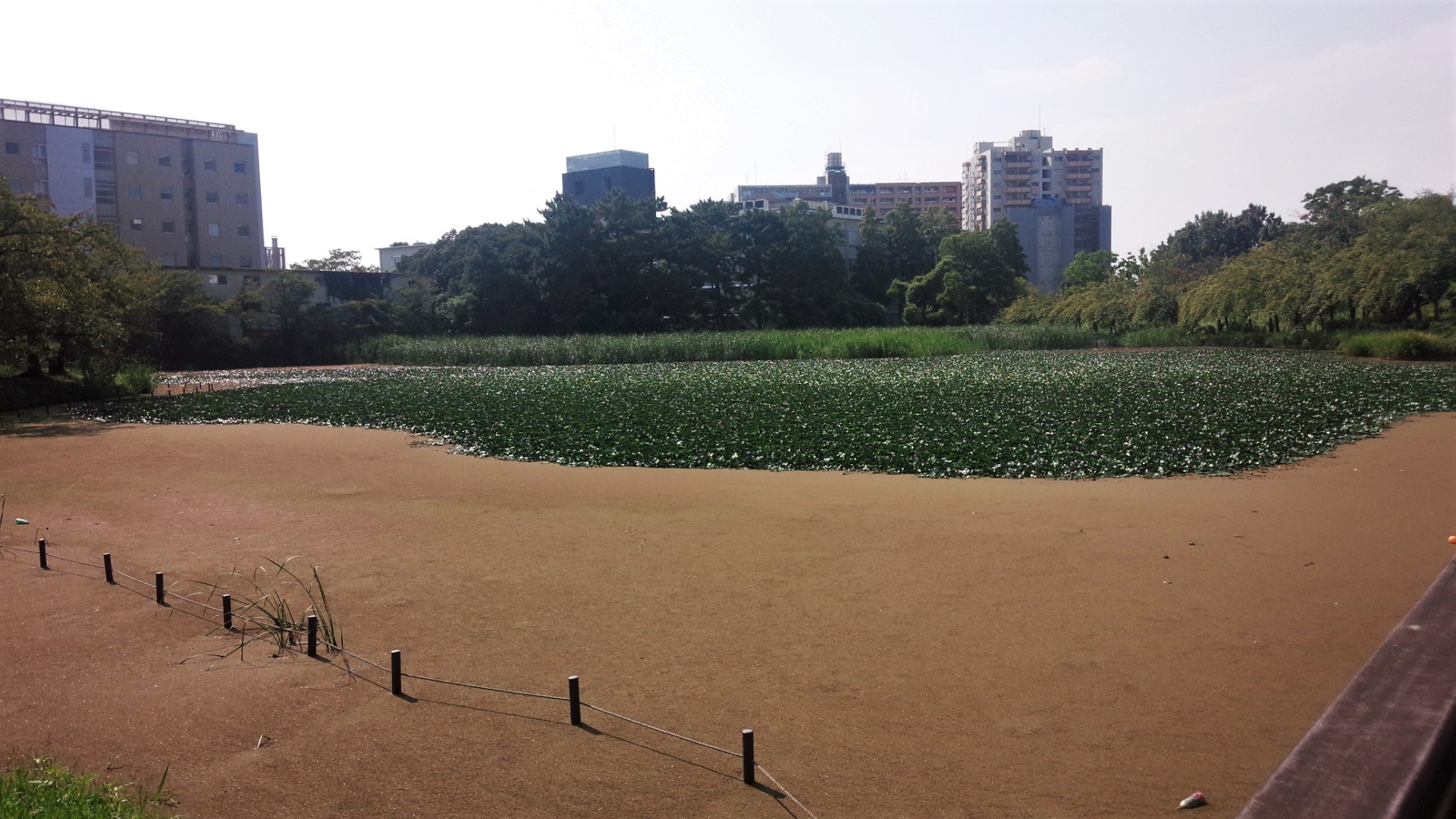
府大池

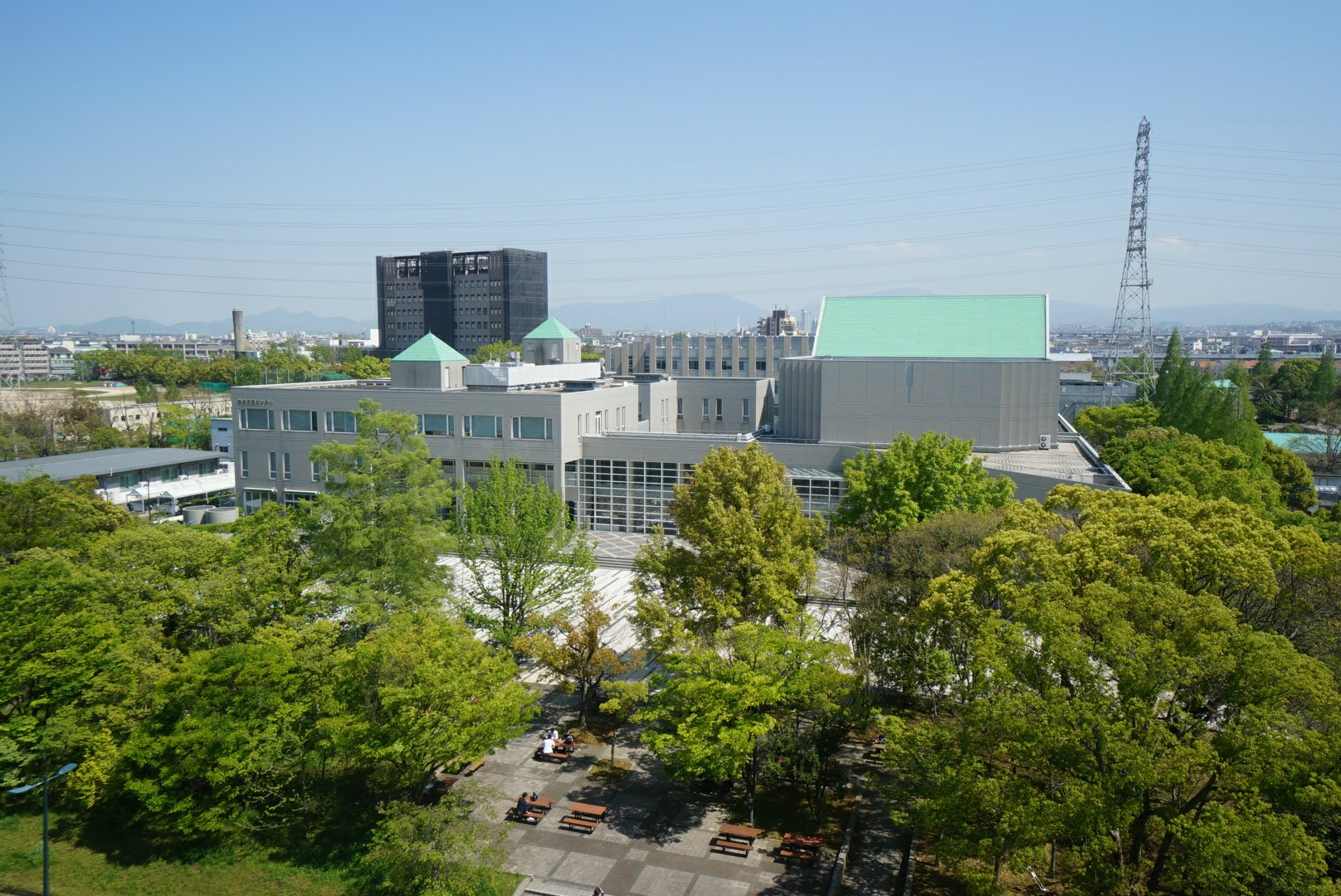
B3棟より学術情報センターおよびUホールを望む

#### 中百舌鳥キャンパス
- 使用学域：現代システム科学域、工学域、生命環境科学域、地域保健学域(教育福祉学類)
- 使用研究科：工学研究科、生命環境科学研究科、理学系研究科、経済学研究科、人間社会学研究科
- 使用附属施設：学術情報センター・Uホール白鷺・学術交流会館・生産技術センター・先端科学研究センター・科学技術共同研究センター・生物資源開発センター・植物工場研究センター・附属教育研究フィールド(附属農場)
- 交通アクセス
  - 南海高野線/地下鉄御堂筋線中百舌鳥駅徒歩13分・南海高野線白鷺駅徒歩6分
  - 南海バス府立大学前・府大研究所前停留所（堺駅南口－三国ヶ丘駅前－中もず駅前－府立大学前－府大研究所前－北野田駅前）
  - 南海バスもず梅町三丁（旧：府大農学部前）停留所（堺東駅前－もず駅前－もず梅町三丁－深井駅－あみだ池）

スポット
- 学術情報センター：図書・雑誌等の情報提供を行う図書館機能、情報教育や実習をサポートする情報処理・情報通信機能などを併せ持ち教育研究のサポートを行う。
- Uホール白鷺：学術情報センターに併設された客席数1,200を有するホールで、教育研究活動を通じての交流の場や公開講座等に利用される。
- 学術交流会館：300人規模の会議が開催できる国内・海外に開かれた学術交流施設である。
- 府大池：生協食堂の西側に位置するビオトープ。正式名称は「園池(そのいけ)」で1960年代までは周囲の田畑へ水を供給する役割があった。現在サギやカワセミ、サワガニといったものから絶滅危惧種のメダカやナニワトンボまで数十種類の生き物が生息している。
- 聖塚：ニサンザイ古墳陪塚といわれる円墳で直径約15m、高さ約1.5m。西門の付近にあり百舌鳥古墳群のひとつに数えられていたが、2009年度の堺市文化財課による発掘調査で古墳である可能性が極めて低いと判断された。

##### キャンパス ストリート名
キャンパス内の道の愛称を募集し、大阪府立大学キャンパス ストリート愛称審査委員会（平成20年3月6日開催）が決定した。
白鷺門からまっすぐ伸びる縦の道とそれに平行な道を「通り」、それらに垂直な道を「筋」としている。これは大阪市内の道の名付け方とは全く逆になっている。
通り（南東から北西へ順に）
- 先端研通り
- 学情通り
- 白鷺門通り
- 学館前通り
- 中もず門通り

筋（北東から南西へ順に）
- 310筋
- いちょう筋
- 府大池筋
- 西門筋

府大池周回道路
- ガリレオの小径

#### 羽曳野キャンパス

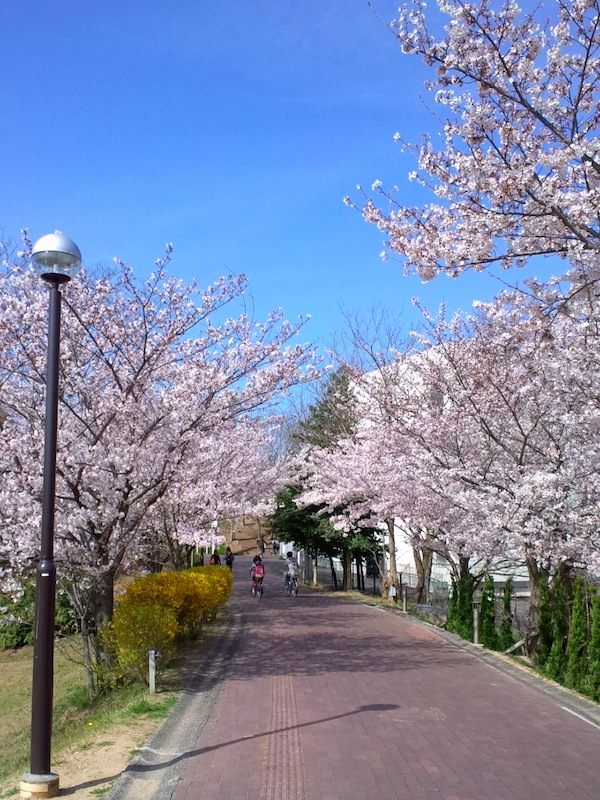
さくら通り（羽曳野キャンパス）

- 使用学域：地域保健学域(看護学類、総合リハビリテーション学類)
- 使用研究科：看護学研究科、総合リハビリテーション学研究科
- 使用附属施設：療養学習支援センター
- 交通アクセス：近鉄南大阪線藤井寺駅または古市駅下車、近鉄バス「大阪府立大学羽曳野キャンパス」または「府立医療センター」下車。

正門までは「さくら通り」という道が通っている。

#### りんくうキャンパス
- 使用学域：生命環境科学域　獣医学類
- 使用研究科：生命環境科学研究科獣医学専攻

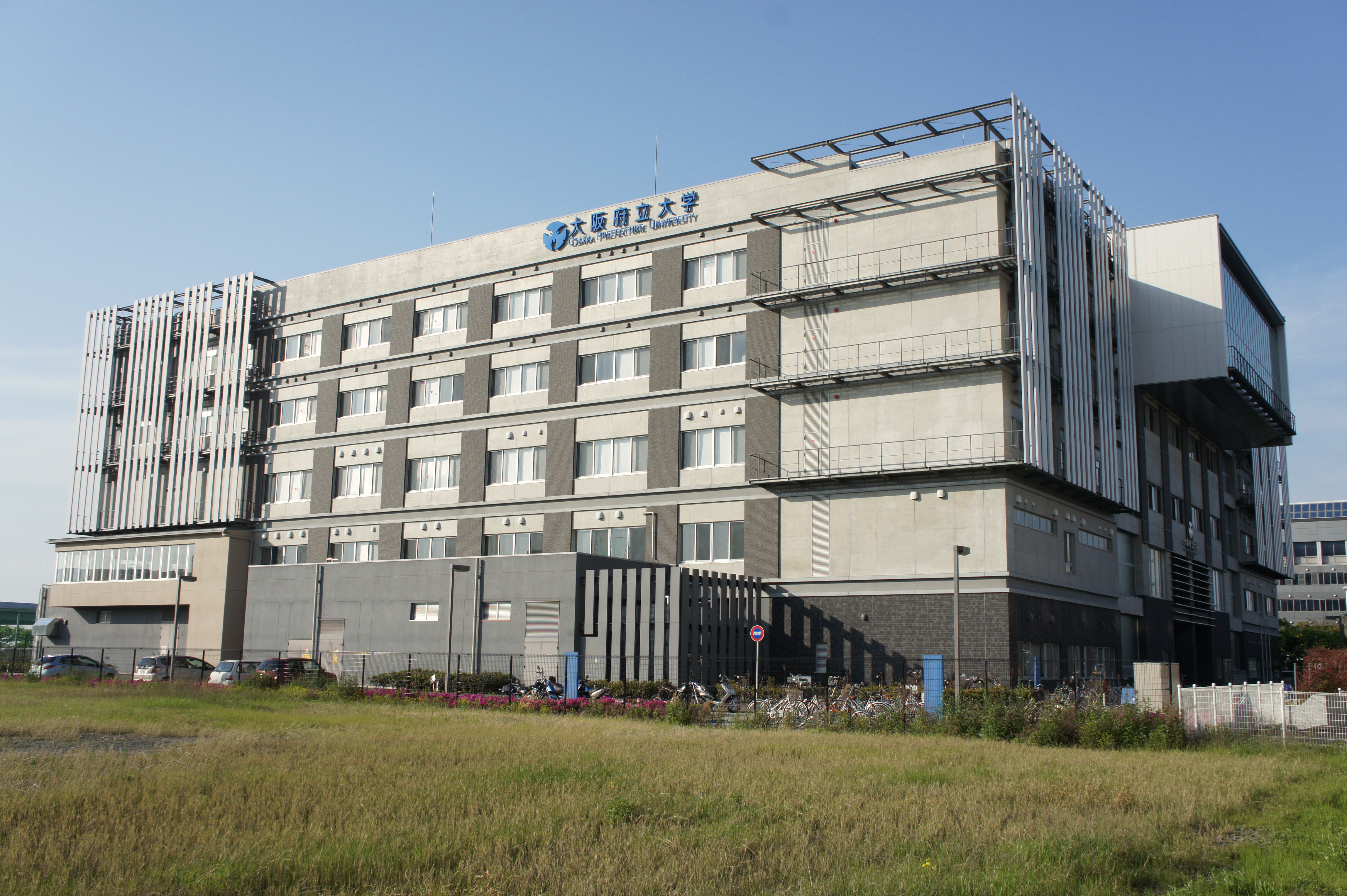
りんくうキャンパス

- 使用附属施設：附属獣医臨床センター(附属動物病院)
- 交通アクセス：りんくうタウン駅

## 国際交流

### 国際交流協定校
2012年5月1日現在、29の国と地域の101大学・5研究機関と学術交流協定を締結している。
- アメリカ合衆国
  - カンザス州立大学
  - ウィスコンシン大学ミルウォーキー校
  - ウェイクフォレスト大学
  - アイオワ州立大学
  - フロリダ大学
  - テキサス大学
- アルゼンチン
  - アルゼンチン国立南部大学
- イギリス
  - ケンブリッジ大学
  - ロンドン大学
- イタリア
  - トリノ大学
  - パレルモ大学
- イラン
  - テヘラン大学
- インド
  - アンナ大学
  - インド工科大学マドラス校
- インドネシア
  - ジュンバル大学
  - パジャジャラン大学
  - ボゴール農科大学
- エジプト
  - バンハ大学
- オーストラリア
  - シドニー工科大学
  - メルボルン大学
  - ロイヤルメルボルン工科大学
- オランダ
  - エラスムス大学ロッテルダム校
- カナダ
  - グェルフ大学
  - トロント大学
  - クィーンズ大学
  - オタワ大学
- カンボジア
  - プノンペン王立大学
- スイス
  - ベルン大学
- スウェーデン
  - イェーテボリ大学
  - カールスタッド大学
- スペイン
  - グラナダ大学
  - サラゴサ大学
  - バルセロナ自治大学
- スロベニア
  - マルボリ大学応用数学・理論物理学研究所
- タイ
  - キングモンクット工科大学トンブリ校
  - マヒドン大学
  - 泰日工業大学
  - タマサート大学
- 韓国
  - 仁荷大学
  - 仁川大学
  - 江原国立大学
  - 金烏国立工科大学
  - 順天大学校
  - 朝鮮大学
  - 大邱大学
  - 釜山国立大学
  - 延世大学
  - 忠南国立大学
  - 梨花女子大学
  - 科学技術研究所
  - 慶一大学
  - 建国大学
- 中国
  - 華東理工大学
  - ハルビン工程大学
  - 華南理工大学
  - 上海交通大学農業与生物学院
  - 上海市農業科学院
  - 浙江工業大学
  - 同済大学
  - 福州大学
  - 福建農林大学
  - 北京外国語大学
  - 湖南大学
  - 延辺大学
  - 寧波工業大学
  - 青海民族大学
  - 青島農業大学
- 台湾
  - 国立中央大学
  - 国立高雄第一科技大学
  - 国立台南大学
  - 国立台湾師範大学
  - 国立台北科技大学
- ドイツ
  - カイザースラウテルン工科大学
  - ヴッパータール大学
- ノルウェー
  - ノルウェー科学技術大学
  - ベルゲン大学
  - ノルウェー国立農業環境大学
- フランス
  - オルレアン大学
  - ポールサバティエ・トゥールーズ第3大学
  - カシャン高等師範学校
  - セルジー・ポントワーズ大学
  - パリ第六大学
  - 国際情報科学技術大学院
  - 国立高等電子応用大学院
  - ナンシー第2大学
  - レンヌ第一大学
  - 国立東洋言語文化大学
  - パリ高等機械大学院
  - トゥール大学
  - ボルドー第1大学
- ベトナム
  - 天然資源環境省環境管理科学研究所
  - ダナン工科大学
  - ハノイ科学大学
  - ハノイ工科大学
  - ホーチミン国立大学
  - ベトナム科学技術院
  - ベトナム科学技術院　環境技術研究所
  - ベトナム国家大学ハノイ校
  - ダナン大学
  - ベトナム中央獣医研究所
- マケドニア
  - 聖キリル・メトディオス大学
- マレーシア
  - マラッカ工科大学
  - マレーシア工科大学
- ラオス
  - ラオス国立大学
- ロシア
  - 極東国立経済経営アカデミー

## 企業からの評価

### 人事担当者からの評価
- 2020年日本経済新聞社と日経HRが実施した、「企業の人事担当者からみたイメージ調査」（全上場企業と一部有力未上場企業4,814社[47]の人事担当者を対象に、2018年4月から2020年3月までの間に採用した学生から見た大学のイメージなどを聞いた調査）において、大阪府立大学は、「全国総合」で781大学[48]中、第16位[47]にランキングされた。

### 出世力
- ダイヤモンド社の2006年年9月23日発行のビジネス誌『週刊ダイヤモンド』94巻36号（通巻4147号）「出世できる大学」と題された特集の出世力ランキング（日本の全上場企業3,800社余の代表取締役を全調査[49][50][51]）で、大阪府立大学は、2006年時点で存在する744大学[52]中、第21位[53]にランキングされた。

- 『週刊エコノミスト』（2010年8月31日号）に掲載された、「卒業生数の割に役員・管理職の人数が多い度合い」で、大阪府立大学は、2010年時点で存在する全国の778大学[54]中、第30位にランキングされた[55]。